# 哈罗盖特区
哈罗盖特区（英語：Borough of Harrogate），英格兰北约克郡的一个区，辖区包括哈罗盖特及周边城镇乡村。总面积1308平方公里，总人口15.9万（2011年）。哈罗盖特区为北约克郡人口最多的区。